# Atlanta Hawks 1993-1994
La stagione 1993-94 degli Atlanta Hawks fu la 45ª nella NBA per la franchigia.
Gli Atlanta Hawks vinsero la Central Division della Eastern Conference con un record di 57-25. Nei play-off vinsero il primo turno con i Miami Heat (3-2), perdendo poi la semifinale di conference con gli Indiana Pacers (4-2).

## Roster
| N° | Naz.                   | Ruolo | Sportivo          | Anno | Alt. | Peso |
| -- | ---------------------- | ----- | ----------------- | ---- | ---- | ---- |
| 1  | Stati Uniti (bandiera) | G     | Ennis Whatley     | 1962 | 191  | 80   |
| 2  | Stati Uniti (bandiera) | GA    | Stacey Augmon     | 1968 | 198  | 93   |
| 3  | Stati Uniti (bandiera) | GA    | Craig Ehlo        | 1961 | 198  | 82   |
| 5  | Stati Uniti (bandiera) | G     | John Bagley       | 1960 | 183  | 84   |
| 5  | Stati Uniti (bandiera) | AC    | Danny Manning     | 1966 | 208  | 104  |
| 10 | Stati Uniti (bandiera) | G     | Mookie Blaylock   | 1967 | 183  | 82   |
| 15 | Stati Uniti (bandiera) | G     | Ricky Grace       | 1967 | 185  | 82   |
| 21 | Stati Uniti (bandiera) | GA    | Dominique Wilkins | 1960 | 201  | 91   |
| 25 | Stati Uniti (bandiera) | GA    | Paul Graham       | 1967 | 198  | 91   |
| 28 | Stati Uniti (bandiera) | C     | Andrew Lang       | 1966 | 211  | 111  |
| 31 | Stati Uniti (bandiera) | A     | Adam Keefe        | 1970 | 206  | 104  |
| 32 | Stati Uniti (bandiera) | C     | Jon Koncak        | 1963 | 213  | 113  |
| 33 | Stati Uniti (bandiera) | GA    | Duane Ferrell     | 1965 | 201  | 95   |
| 34 | Stati Uniti (bandiera) | A     | Doug Edwards      | 1971 | 201  | 100  |
| 42 | Stati Uniti (bandiera) | AC    | Kevin Willis      | 1962 | 213  | 100  |

## Staff tecnico
- Allenatore: Lenny Wilkens
- Vice-allenatori: Dick Helm, Brian Winters, Gary Wortman
- Preparatore atletico: Joe O'Toole
- Preparatore fisico: Roger Hinds